# 小行星7134
小行星7134（英語：7134 Ikeuchisatoru）是一颗围绕太阳公转的小行星。1993年10月24日，小林隆男在大泉町发现了此天体。
这颗小行星的绝对星等为25.97961380364001等。